# Gilbert de Beauregard Robinson
Gilbert de Beauregard Robinson   (Toronto, 3 de juny de 1906 - Toronto, 8 d'abril de 1992) va ser un matemàtic canadenc.
Robinson va ser educat al St. Andrew's College de Toronto on el seu pare era mestre. El 1923 va ingressar a la universitat de Toronto en la qual es va graduar el 1927. Els estudis doctorals els va fer a la universitat de Cambridge on es va doctorar el 1931 sota la direcció de Max Newman i Alfred Young. A partir de 1931 va ser professor del departament de matemàtiques de la universitat de Toronto fins que es va jubilar el 1971. Durant la Segona Guerra Mundial, desde 1941 fins a 1945, va treballar com cripto-analista pel Consell Nacional de Recerca del Canadà, col·laborant en l'esforç de guerra. Per aquest motiu va ser nomenat membre de l'Orde de l'Imperi Britànic el 1947. Va ser un dels fundadors de la Societat Matemàtica del Canadà, la qual va presidir entre 1953 i 1957. També va fundar la revista Canadian Journal of Mathematics i en va ser l'editor durant gairebè trenta anys.
Robinson va ser una autoritat en l'estudi dels grups simètrics i les seves representacions, tema sobre el que va escriure un llibre (1961) i més de quaranta articles. El 1938 va descobrir l'algorisme combinatori que porta el seu nom i que va ser perfeccionat el 1961 per Craige Schensted.